# Minardi M191
Minardi M191 — гоночный автомобиль Формулы-1, разработанный командой Minardi и построенный для участия в чемпионате 1991 года.

## История
Сезон 1991 года стал одним из лучших сезонов для Minardi, в основном благодаря мощному двигателю Ferrari и неплохому шасси M191, которое сконструировал Альдо Коста. Оба пилота команды - Пьерлуиджи Мартини и Джанни Морбиделли были высоко мотивированы и показывали неплохие результаты в квалификациях и гонках. По требованию боссов команды из Маранелло Minardi заставили "переобуться" в покрышки Goodyear, вместо Pirelli, которые сыграли одну из главных ролей в успехах команды в 1989 году.
В конце сезона Джанни Морбиделли ушёл в Ferrari. На Гран-при Австралии его заменил Роберто Морено, пришедший из Benneton. Лучшими достижениями команды в сезоне стали два четвёртых места Мартини в Имоле и Эшториле. 10 раз пилоты команды попадали в десятку лучших в квалификациях, наивысшим достижением стало 7-е место Мартини в Японии.
По итогам сезона Пьерлуджи с шестью набранными очками занял 11-е место в Чемпионате Мира, а команда, опередив в Кубке Конструкторов некогда непобедимых Brabham и Lotus обосновалась на 7-м месте. Эти два достижения остались лучшими за всю историю Minardi.
В начале сезона 1992 года в гонках участвовало шасси 193B, на которое устанавливались двигатели Lamborghini V12.

## Результаты в гонках
| Сезон | Шасси | Двигатель                | Шины | Пилоты      | 1    | 2    | 3    | 4    | 5    | 6    | 7    | 8   | 9    | 10   | 11   | 12   | 13  | 14   | 15   | 16   | Место | Очки |
| ----- | ----- | ------------------------ | ---- | ----------- | ---- | ---- | ---- | ---- | ---- | ---- | ---- | --- | ---- | ---- | ---- | ---- | --- | ---- | ---- | ---- | ----- | ---- |
| 1991  | M191  | Ferrari 037 3,5 V12      | G    |             | США  | БРА  | САН  | МОН  | КАН  | МЕК  | ФРА  | ВЕЛ | ГЕР  | ВЕН  | БЕЛ  | ИТА  | ПОР | ИСП  | ЯПО  | АВС  | 7     | 6    |
| 1991  | M191  | Ferrari 037 3,5 V12      | G    | Мартини     | 9    | Сход | 4    | 12   | 7    | Сход | 9    | 9   | Сход | Сход | 12   | Сход | 4   | 13   | Сход | Сход | 7     | 6    |
| 1991  | M191  | Ferrari 037 3,5 V12      | G    | Морбиделли  | Сход | 8    | Сход | Сход | Сход | 7    | Сход | 11  | Сход | 13   | Сход | 9    | 9   | Сход | Сход |      | 7     | 6    |
| 1991  | M191  | Ferrari 037 3,5 V12      | G    | Морено      |      |      |      |      |      |      |      |     |      |      |      |      |     |      |      | 16   | 7     | 6    |
| 1992  | M191B | Lamborghini 3512 3,5 V12 | G    |             | ЮАР  | МЕК  | БРА  | ИСП  | САН  | МОН  | КАН  | ФРА | ВЕЛ  | ГЕР  | ВЕН  | БЕЛ  | ИТА | ПОР  | ЯПО  | АВС  | 11    | 1    |
| 1992  | M191B | Lamborghini 3512 3,5 V12 | G    | Фиттипальди | Сход | Сход | Сход | 11   |      |      |      |     |      |      |      |      |     |      |      |      | 11    | 1    |
| 1992  | M191B | Lamborghini 3512 3,5 V12 | G    | Морбиделли  | Сход | Сход | 7    | Сход |      |      |      |     |      |      |      |      |     |      |      |      | 11    | 1    |

| Легенда к таблице |                                                                    |
| --- | ------------------------------------------------------------------ |
| В таблице перечислены результаты всех Гран-при Формулы-1, в которых использовался автомобиль. Строками таблицы являются сезоны, столбцами — этапы чемпионата мира. В каждой клетке указаны сокращённое название этапа и результат, дополнительно обозначенный цветом. Расшифровка обозначений и цветов представлена в нижеследующей таблице. |                                                                    |
| \| Пример \| Описание \| \| ------------ \| ------------------------------------------------------------------ \| \| 1 \| Победитель \| \| 2 \| Второе место \| \| 3 \| Третье место \| \| 5 \| Финишировал, заработав очки \| \| Сход \| Не финишировал, но при этом заработал очки \| \| 12 \| Финишировал, не получив очков \| \| НКЛ \| Финишировал, но не попал в финальную классификацию \| \| 15 \| Участвовал вне зачёта, либо по отдельной классификации \| \| 18 \| Не финишировал, но попал в финальную классификацию \| \| Сход \| Не финишировал \| \| НКВ \| Не прошёл квалификацию \| \| НПКВ \| Не прошёл предквалификацию \| \| ДСК \| Дисквалифицирован \| \| ИСК \| Исключён из протокола соревнований \| \| ТТ \| Заявлен для участия только в тренировках \| \| НС \| Участвовал в квалификации, но не стартовал в гонке \| \| Т \| Травмирован или болен \| \| ОТК \| Отказ от участия \| \| НТР \| Прибыл на соревнования, но на трассу не выезжал \| \| НПР \| Был заявлен в числе участников, но не прибыл к началу соревнований \| \| О \| Соревнования отменены \| \| \| Не участвовал \| \| Поул-позиция \| \| \| Быстрый круг \| \| |                                                                    |
| Пример | Описание                                                           |
| 1 | Победитель                                                         |
| 2 | Второе место                                                       |
| 3 | Третье место                                                       |
| 5 | Финишировал, заработав очки                                        |
| Сход | Не финишировал, но при этом заработал очки                         |
| 12 | Финишировал, не получив очков                                      |
| НКЛ | Финишировал, но не попал в финальную классификацию                 |
| 15 | Участвовал вне зачёта, либо по отдельной классификации             |
| 18 | Не финишировал, но попал в финальную классификацию                 |
| Сход | Не финишировал                                                     |
| НКВ | Не прошёл квалификацию                                             |
| НПКВ | Не прошёл предквалификацию                                         |
| ДСК | Дисквалифицирован                                                  |
| ИСК | Исключён из протокола соревнований                                 |
| ТТ | Заявлен для участия только в тренировках                           |
| НС | Участвовал в квалификации, но не стартовал в гонке                 |
| Т | Травмирован или болен                                              |
| ОТК | Отказ от участия                                                   |
| НТР | Прибыл на соревнования, но на трассу не выезжал                    |
| НПР | Был заявлен в числе участников, но не прибыл к началу соревнований |
| О | Соревнования отменены                                              |
| | Не участвовал                                                      |
| Поул-позиция |                                                                    |
| Быстрый круг |                                                                    |